# Bočni lanac
U organskoj hemiji i biohemiji, bočni lanac je hemijska grupa koja je vezana za centralni deo molekula koji se naziva "glavnim lancom" ili osnovom. Oznaka R se često koristi kao generički simbol za bočne lance.
U nauci o polimerima, bočni lanac je oligomer koji se grana sa osnovnog lanca polimera. Bočni lanci imaju primetan uticaj na polimerne osobine, pogotovo na sposobnost kristalizacije i gustinu..
U proteinima bočni lanci su vezani za atome alfa-ugljenika amidne osnove.